# 香港行政會議成員列表
行政會議（簡稱行會）是協助香港特別行政區行政長官決策的機構。根據《香港特別行政區基本法》，行政會議的成員由行政長官從行政機關的主要官員、立法會議員和社會人士中委任，所有成員都必須是在外國無居留權的香港特別行政區永久性居民。任免由行政長官決定，但任期應不超過委任他的行政長官的任期。以下列出所有曾任香港行政會議成員的人士。
以下列表僅收錄於1997年7月1日起設立的香港特別行政區行政會議成員，而不包括英屬香港時期的行政局非官守議員。有關英屬香港行政局非官守議員資料，於香港行政局非官守議員列表內列出。

## 行政會議主席
根據《香港基本法》，行政會議由行政長官主持，因此行政長官本人就是行政會議主席。本列表並不包括因行政長官短期不能履行職務或缺位而引致由各司長臨時代理其職務的情況。
| 姓名     | 生卒            | 屆 | 任期                        | 備註                                                                   |
| -------- | --------------- | -- | --------------------------- | ---------------------------------------------------------------------- |
| 董建華   | 1937年7月7日－  | 1  | 1997年7月1日—2002年6月30日  | 任期屆滿，成功連任行政長官                                             |
| 董建華   | 1937年7月7日－  | 2  | 2002年7月1日—2005年3月12日  | 在任期間，以健康大不如前為由，自行請辭行政長官                         |
| 曾蔭權   | 1944年10月7日－ | 2  | 2005年6月21日—2007年6月30日 | 經補選接替因董建華請辭行政長官而餘下的任期。任期屆滿，成功連任行政長官 |
| 曾蔭權   | 1944年10月7日－ | 3  | 2007年7月1日—2012年6月30日  | 任期屆滿                                                               |
| 梁振英   | 1954年8月12日－ | 4  | 2012年7月1日—2017年6月30日  | 任期屆滿                                                               |
| 林鄭月娥 | 1957年5月13日－ | 5  | 2017年7月1日—2022年6月30日  | 任期屆滿                                                               |
| 李家超   | 1957年12月7日－ | 6  | 2022年7月1日－              | 現任主席                                                               |

## 行政會議非官守議員召集人
行政會議非官守議員召集人是由行政長官在非官守成員當中指定的，近似於英國殖民地時期的行政局首席非官守議員（後來先後改稱行政局首席議員、行政局召集人）。
1997年香港特別行政區政府成立時，職稱原作行政會議召集人。2002年因推行主要官員問責制，召集人一職被廢除，到2005年隨行政會議改組而重設，但職稱改為行政會議非官守議員召集人，並沿用至今。特區政府成立以來有六人曾擔任此位。
行政會議召集人（1997年－2002年）
| 姓名   | 生卒                          | 委任人 | 任期                        | 備註                                         |
| ------ | ----------------------------- | ------ | --------------------------- | -------------------------------------------- |
| 鍾士元 | 1917年11月3日－2018年11月14日 | 董建華 | 1997年7月1日－1999年6月30日 | 辭職及退休                                   |
| 梁振英 | 1954年8月12日－               | 董建華 | 1999年7月1日－2002年6月30日 | 2002年推行主要官員問責制後，召集人一職被廢除 |

行政會議非官守議員召集人（2005年－）
| 姓名     | 生卒            | 委任人   | 任期                         | 備註 |
| -------- | --------------- | -------- | ---------------------------- | --- |
| 梁振英   | 1954年8月12日－ | 曾蔭權   | 2005年11月1日－2011年10月3日 | 2005年行政會議改組後重設召集人一職，但職稱改為行政會議非官守議員召集人。 2011年為準備參選行政長官而辭職 |
| 夏佳理   | 1939年1月2日－  | 曾蔭權   | 2011年10月3日－2012年6月30日 | 因梁振英辭職參選行政長官而接任行政會議非官守議員召集人。任期屆滿                                        |
| 林煥光   | 1951年4月19日－ | 梁振英   | 2012年7月1日－ 2017年6月30日 | 任期屆滿                                                                                                |
| 陳智思   | 1965年1月11日－ | 林鄭月娥 | 2017年7月1日－ 2022年6月30日 | 任期屆滿                                                                                                |
| 葉劉淑儀 | 1950年8月24日－ | 李家超   | 2022年7月1日－               | 現任行政會議非官守議員召集人                                                                            |

## 行政會議成員
以下列出包括行政長官在內所有曾任香港行政會議成員的人士，次序行政長官為先，其餘按香港政府憲報公佈次序排列。
除了行政長官為當然主席外，行政會議成員可分為官守議員和非官守議員。
在2002年7月前，官守議員只包括各司長，自實行高官問責制後擴展至各局長；根據《基本法》，司局長都是由中華人民共和國國務院收到行政長官的建議後作出任免，在免除主要官員官職的同時行政長官亦會同時免除其官守成員席位。非官守議員則是由行政長官自行從立法會議員和其它社會人士當中委任。
自香港特別行政區於1997年7月1日成立以來，包括行政長官在內，共有75人曾就任行政會議成員。現任成員包括主席1人，官守成員14人，非官守成員14人。其中，建制派政黨民建聯、工聯會皆獲邀加入行政會議。自由黨曾經加入行政會議至2008年，而經民聯及新民黨自2012年獲邀加入行政會議。

### 第一屆（董建華）
- 第一屆行政會議任期：1997年7月1日－2002年6月30日
- 官守議員：3名
- 非官守議員：11名（1997年）→ 10名（1999年）→ 9名（2001年）

| 公職                                         | 姓名     | 任期                        | 備註                                                                                       |
| -------------------------------------------- | -------- | --------------------------- | ------------------------------------------------------------------------------------------ |
| 主席                                         |          |                             |                                                                                            |
| 行政長官                                     | 董建華   | 1997年7月1日－2002年6月30日 | 任期屆滿，成功連任行政長官                                                                 |
| 官守議員                                     |          |                             |                                                                                            |
| 政務司司長                                   | 陳方安生 | 1997年7月1日－2001年4月30日 | 以私人理由辭去政務司司長                                                                   |
| 政務司司長                                   | 曾蔭權   | 2001年5月1日－2002年6月30日 | 任期屆滿，續任政務司司長                                                                   |
| 財政司司長                                   | 曾蔭權   | 1997年7月1日－2001年4月30日 | 因陳方安生辭職，被委任為政務司司長                                                         |
| 財政司司長                                   | 梁錦松   | 2001年5月1日－2002年6月30日 | 任期屆滿，續任財政司司長                                                                   |
| 律政司司長                                   | 梁愛詩   | 1997年7月1日－2002年6月30日 | 任期屆滿，續任律政司司長                                                                   |
| 非官守議員                                   |          |                             |                                                                                            |
| 召集人                                       | 鍾士元   | 1997年7月1日－1999年6月30日 | 於完成兩年任期後退休                                                                       |
| 召集人                                       | 梁振英   | 1999年7月1日－2002年6月30日 | 任期屆滿，續任召集人                                                                       |
| 臨時立法會議員                               | 梁振英   | 1997年7月1日－1999年6月30日 | 因鍾士元退休，接任召集人                                                                   |
| 前首席大法官                                 | 楊鐵樑   | 1997年7月1日－2002年6月30日 | 任期屆滿                                                                                   |
| 前立法局委任議員                             | 方黃吉雯 | 1997年7月1日－2002年6月30日 | 任期屆滿                                                                                   |
| 房屋委員會主席 前行政局首席議員              | 王䓪鳴   | 1997年7月1日－2002年6月30日 | 任期屆滿                                                                                   |
| 臨時立法會議員 → 立法會議員（民建聯/工聯會） | 譚耀宗   | 1997年7月1日－2002年6月30日 | 任期屆滿                                                                                   |
| 地下鐵路公司董事 前行政局議員                | 錢果豐   | 1997年7月1日－2002年6月30日 | 任期屆滿                                                                                   |
| 香港交易所主席                               | 李業廣   | 1997年7月1日－2002年6月30日 | 任期屆滿                                                                                   |
| 臨時立法會議員（自由黨）                     | 唐英年   | 1997年7月1日－2002年6月30日 | 臨時立法會任期屆滿，沒有參與首屆立法會選舉，但仍繼續擔任行政會議非官守議員，後轉任工商局長 |
| 教育統籌委員會主席                           | 梁錦松   | 1997年7月1日－2001年4月30日 | 因陳方安生辭職，財政司司長曾蔭權轉任政務司司長，獲委任為財政司司長                         |
| 香港房屋協會主席                             | 鍾瑞明   | 1997年7月1日－2002年6月30日 | 任期屆滿                                                                                   |

### 第二屆（董建華）
- 第二屆行政會議任期：2002年7月1日－2007年6月30日
- 官守議員：14名
- 非官守議員：5名（2002年）→ 7名（2004年）
- 董建華以健康原因辭去行政長官，曾蔭權接任，所有主要官員留任，並在2005年11月1日改組行政會議；有關曾蔭權上任後的行政會議請見「續第二屆」

| 公職                        | 姓名     | 任期                         | 備註                                                                              |
| --------------------------- | -------- | ---------------------------- | --------------------------------------------------------------------------------- |
| 主席                        |          |                              |                                                                                   |
| 行政長官                    | 董建華   | 2002年7月1日－2005年3月12日  | 以健康原因，辭去行政長官                                                          |
| 官守成員                    |          |                              |                                                                                   |
| 司長                        |          |                              |                                                                                   |
| 政務司司長                  | 曾蔭權   | 2002年7月1日－2005年5月31日  | 辭去政務司司長，以參選行政長官補選                                                |
| 財政司司長                  | 梁錦松   | 2002年7月1日－2003年7月16日  | 因偷步買車，辭去財政司司長                                                        |
| 財政司司長                  | 唐英年   | 2003年8月5日→「續第二屆」    | 留任                                                                              |
| 律政司司長                  | 梁愛詩   | 2002年7月1日→「續第二屆」    | 留任                                                                              |
| 局長                        |          |                              |                                                                                   |
| 公務員事務局局長            | 王永平   | 2002年7月1日→「續第二屆」    | 留任                                                                              |
| 政制事務局局長              | 林瑞麟   | 2002年7月1日→「續第二屆」    | 留任                                                                              |
| 教育統籌局局長              | 李國章   | 2002年7月1日→「續第二屆」    | 留任                                                                              |
| 環境運輸及工務局局長        | 廖秀冬   | 2002年7月1日→「續第二屆」    | 留任                                                                              |
| 衛生福利及食物局局長        | 楊永強   | 2002年7月1日－2004年10月11日 | 為承擔SARS事件的政治責任請辭                                                      |
| 衛生福利及食物局局長        | 周一嶽   | 2004年10月12日→「續第二屆」  | 因楊永強辭職，接任衛生福利及食物局局長。留任                                      |
| 民政事務局局長              | 何志平   | 2002年7月1日→「續第二屆」    | 留任                                                                              |
| 房屋及規劃地政局局長        | 孫明揚   | 2002年7月1日→「續第二屆」    | 留任                                                                              |
| 保安局局長                  | 葉劉淑儀 | 2002年7月1日－2003年7月24日  | 為承擔廿三條立法爭議的政治責任請辭                                                |
| 保安局局長                  | 李少光   | 2003年8月5日→「續第二屆」    | 因葉劉淑儀辭職，接任保安局局長。留任                                              |
| 工商科技局局長              | 唐英年   | 2002年7月1日－2003年8月3日   | 因梁錦松辭職，接任財政司司長                                                      |
| 工商科技局局長              | 曾俊華   | 2003年8月5日→「續第二屆」    | 留任                                                                              |
| 經濟發展及勞工局局長        | 葉澍堃   | 2002年7月1日→「續第二屆」    | 留任                                                                              |
| 財務事務及庫務局局長        | 馬時亨   | 2002年7月1日→「續第二屆」    | 留任                                                                              |
| 非官守成員                  |          |                              |                                                                                   |
| 召集人                      | 梁振英   | 2002年7月1日→「續第二屆」    | 留任                                                                              |
| 立法會議員（民建聯）        | 曾鈺成   | 2002年7月1日→「續第二屆」    | 留任，2003年辭去民建聯主席                                                        |
| 前臨時立法會議員 （工聯會） | 鄭耀棠   | 2002年7月1日→「續第二屆」    | 留任                                                                              |
| 前原訟法庭特委法官          | 廖長城   | 2002年7月1日→「續第二屆」    | 留任                                                                              |
| 立法會議員（自由黨）        | 田北俊   | 2002年7月1日－2003年7月5日   | 2003年香港七一遊行後宣佈不支持 廿三條本地立法進行的二讀，並辭去行政會議非官守議員 |
| 立法會議員（自由黨）        | 周梁淑怡 | 2003年9月22日→「續第二屆」   | 補上田北俊的空缺。留任                                                            |
| 無                          | 史美倫   | 2004年10月19日→「續第二屆」  | 留任                                                                              |
| 立法會議員（泛聯盟）        | 陳智思   | 2004年10月26日→「續第二屆」  | 留任                                                                              |

### 續第二屆 （曾蔭權）
- 「續第二屆」行政會議任期：2005年6月21日－2007年6月30日
- 官守議員：14名
- 非官守議員：15名

| 公職                 | 姓名     | 任期                          | 備註                               |
| -------------------- | -------- | ----------------------------- | ---------------------------------- |
| 主席                 |          |                               |                                    |
| 行政長官             | 曾蔭權   | 2005年6月21日－2007年6月30日  | 任期屆滿，成功連任行政長官         |
| 官守成員             |          |                               |                                    |
| 司長                 |          |                               |                                    |
| 政務司司長           | 許仕仁   | 2005年6月30日－2007年6月30日  | 任期屆滿，改任非官守成員           |
| 財政司司長           | 唐英年   | 2005年6月21日－2007年6月30日  | 任期屆滿，轉任政務司司長           |
| 律政司司長           | 梁愛詩   | 2002年7月1日－2005年10月19日  | 退休                               |
| 律政司司長           | 黃仁龍   | 2005年10月20日－2007年6月30日 | 任期屆滿，續任律政司司長           |
| 局長                 |          |                               |                                    |
| 公務員事務局局長     | 王永平   | 2002年7月1日－2006年1月23日   | 接替曾俊華出任工商及科技局局長     |
| 公務員事務局局長     | 俞宗怡   | 2006年1月24日－2007年6月30日  | 任期屆滿，續任公務員事務局局長     |
| 政制事務局局長       | 林瑞麟   | 2002年7月1日－2007年6月30日   | 任期屆滿，出任政制及內地事務局局長 |
| 教育統籌局局長       | 李國章   | 2002年7月1日－2007年6月30日   | 任期屆滿                           |
| 環境運輸及工務局局長 | 廖秀冬   | 2002年7月1日－2007年6月30日   | 任期屆滿                           |
| 衛生福利及食物局局長 | 楊永強   | 2002年7月1日－2004年10月11日  | 為承擔SARS事件的政治責任請辭       |
| 衛生福利及食物局局長 | 周一嶽   | 2004年10月12日－2007年6月30日 | 任期屆滿，出任食物及衛生局局長     |
| 民政事務局局長       | 何志平   | 2002年7月1日－2007年6月30日   | 任期屆滿                           |
| 房屋及規劃地政局局長 | 孫明揚   | 2002年7月1日－2007年6月30日   | 任期屆滿，出任教育局局長           |
| 保安局局長           | 李少光   | 2003年8月5日－2007年6月30日   | 任期屆滿，續任保安局局長           |
| 工商科技局局長       | 曾俊華   | 2003年8月5日－2006年1月23日   | 轉任行政長官辦公室主任             |
| 工商科技局局長       | 王永平   | 2006年1月24日－2007年6月30日  | 任期屆滿                           |
| 經濟發展及勞工局局長 | 葉澍堃   | 2002年7月1日－2007年6月30日   | 任期屆滿                           |
| 財務事務及庫務局局長 | 馬時亨   | 2002年7月1日－2007年6月30日   | 任期屆滿，轉任商務及經濟發展局局長 |
| 非官守成員           |          |                               |                                    |
| 召集人               | 梁振英   | 2002年7月1日－2007年6月30日   | 任期屆滿，續任召集人               |
| 立法會議員（民建聯） | 曾鈺成   | 2002年7月1日－2007年6月30日   | 任期屆滿，續任非官守議員           |
| 無（工聯會）         | 鄭耀棠   | 2002年7月1日－2007年6月30日   | 任期屆滿，續任非官守議員           |
| 無                   | 廖長城   | 2002年7月1日－2007年6月30日   | 任期屆滿，續任非官守議員           |
| 立法會議員（自由黨） | 周梁淑怡 | 2003年9月22日－2007年6月30日  | 任期屆滿，續任非官守議員           |
| 無                   | 史美倫   | 2004年10月19日－2007年6月30日 | 任期屆滿，續任非官守議員           |
| 立法會議員（泛聯盟） | 陳智思   | 2004年10月26日－2007年6月30日 | 任期屆滿，續任非官守議員           |
| 香港交易所主席       | 夏佳理   | 2005年11月1日－2007年6月30日  | 任期屆滿，續任非官守議員           |
| 無                   | 李業廣   | 2005年11月1日－2007年6月30日  | 任期屆滿，續任非官守議員           |
| 立法會議員           | 李國寶   | 2005年11月1日－2007年6月30日  | 任期屆滿，續任非官守議員           |
| 無                   | 梁智鴻   | 2005年11月1日－2007年6月30日  | 任期屆滿，續任非官守議員           |
| 機場管理局主席       | 張建東   | 2005年11月1日－2007年6月30日  | 任期屆滿，續任非官守議員           |
| 積金局主席           | 范鴻齡   | 2005年11月1日－2007年6月30日  | 任期屆滿，續任非官守議員           |
| 無                   | 羅仲榮   | 2005年11月1日－2007年6月30日  | 任期屆滿，續任非官守議員           |
| 無                   | 張炳良   | 2005年11月1日－2007年6月30日  | 任期屆滿，續任非官守議員           |

### 第三屆 （曾蔭權）
- 第三屆行政會議任期：2007年7月1日－2012年6月30日
- 官守議員：15名
- 非官守議員：16名（2007年）→ 14名（2008年）→ 14名（2009年）→ 13名（2011年）

| 公職                 | 姓名     | 任期                          | 備註 |
| -------------------- | -------- | ----------------------------- | --- |
| 主席                 |          |                               | |
| 行政長官             | 曾蔭權   | 2007年7月1日－2012年6月30日   | 任期屆滿 |
| 官守議員             |          |                               | |
| 司長                 |          |                               | |
| 政務司司長           | 唐英年   | 2007年7月1日－2011年9月30日   | 為準備參選行政長官，辭去政務司司長 |
| 政務司司長           | 林瑞麟   | 2011年9月30日－2012年6月30日  | 因唐英年辭職，轉任政務司司長 |
| 財政司司長           | 曾俊華   | 2007年7月1日－2012年6月30日   | 任期屆滿，續任財政司司長 |
| 律政司司長           | 黃仁龍   | 2007年7月1日－2012年6月30日   | 任期屆滿 |
| 局長                 |          |                               | |
| 公務員事務局局長     | 俞宗怡   | 2007年7月1日－2012年6月30日   | 任期屆滿 |
| 政制及內地事務局局長 | 林瑞麟   | 2007年7月1日－2011年9月30日   | 因唐英年辭職，轉任政務司司長 |
| 政制及內地事務局局長 | 譚志源   | 2011年9月30日－2012年6月30日  | 接任政制及內地事務局局長。任期屆滿，續任政制及內地事務局局長                                                                                                  |
| 教育局局長           | 孫明揚   | 2007年7月1日－2012年6月30日   | 任期屆滿 |
| 環境局局長           | 邱騰華   | 2007年7月1日－2012年6月30日   | 任期屆滿，轉任行政長官辦公室主任 |
| 食物及衛生局局長     | 周一嶽   | 2007年7月1日－2012年6月30日   | 任期屆滿 |
| 民政事務局局長       | 曾德成   | 2007年7月1日－2012年6月30日   | 任期屆滿，續任民政事務局局長 |
| 勞工及福利局局長     | 張建宗   | 2007年7月1日－2012年6月30日   | 任期屆滿，續任勞工及福利局局長 |
| 保安局局長           | 李少光   | 2007年7月1日－2012年6月30日   | 任期屆滿 |
| 運輸及房屋局局長     | 鄭汝樺   | 2007年7月1日－2012年6月30日   | 任期屆滿 |
| 商務及經濟發展局局長 | 馬時亨   | 2007年7月1日－2008年7月11日   | 發現腦部有血管畸形情況，辭去商務及經濟發展局局長 |
| 商務及經濟發展局局長 | 劉吳惠蘭 | 2008年7月14日－2011年4月11日  | 因健康理由，辭去商務及經濟發展局局長 |
| 商務及經濟發展局局長 | 蘇錦樑   | 2011年6月28日－2012年6月30日  | 接任為商務及經濟發展局局長。任期屆滿，續任商務及經濟發展局局長                                                                                                |
| 發展局局長           | 林鄭月娥 | 2007年7月1日－2012年6月30日   | 任期屆滿，轉任政務司司長 |
| 財務事務及庫務局局長 | 陳家強   | 2007年7月1日－2012年6月30日   | 任期屆滿，續任財務事務及庫務局局長 |
| 非官守議員           |          |                               | |
| 召集人               | 梁振英   | 2007年7月1日－2011年10月3日   | 為準備參選行政長官而辭職 |
| 召集人               | 夏佳理   | 2011年10月3日－2012年6月30日  | 任期屆滿 |
| 香港交易所主席       | 夏佳理   | 2007年7月1日－2011年10月3日   | 因梁振英辭職，接任召集人 |
| 立法會議員（民建聯） | 曾鈺成   | 2007年7月1日－2008年10月14日  | 因出任立法會主席，辭去非官守議員 |
| 立法會議員（民建聯） | 劉江華   | 2008年10月15日－2012年6月30日 | 民建聯副主席，補上曾鈺成的空缺。任期屆滿。參與立法會選舉敗選後，改任政制及內地事務局副局長。                                                                  |
| 無（工聯會）         | 鄭耀棠   | 2007年7月1日－2012年6月30日   | 任期屆滿，續任非官守議員 |
| 無                   | 廖長城   | 2007年7月1日－2009年1月20日   | 因曾蔭權改組行政會議而離任 |
| 立法會議員（自由黨） | 周梁淑怡 | 2007年7月1日－2008年9月18日   | 因自由黨在2008年香港立法會選舉失去直選議席，辭去非官守議員 |
| 無                   | 史美倫   | 2007年7月1日－2012年6月30日   | 任期屆滿，續任非官守議員 |
| 立法會議員（泛聯盟） | 陳智思   | 2007年7月1日－2009年1月20日   | 因曾蔭權改組行政會議而離任 |
| 無                   | 李業廣   | 2007年7月1日－2012年6月30日   | 任期屆滿 |
| 立法會議員           | 李國寶   | 2007年7月1日－2008年2月15日   | 由於道瓊斯公司股份交易事件請辭 |
| 無                   | 梁智鴻   | 2007年7月1日－2012年6月30日   | 任期屆滿 |
| 機場管理局主席       | 張建東   | 2007年7月1日－2012年6月30日   | 任期屆滿 |
| 積金局主席           | 范鴻齡   | 2007年7月1日－2009年1月20日   | 由於中信泰富投資外匯累計期權導致巨額虧損事件而受到質疑，於2008年10月24日開始暫停履行非官守成員職務。 縱使已暫停職務，他仍留任直至曾蔭權改組行政會議方正式離任 |
| 積金局主席           | 胡紅玉   | 2009年1月21日－2012年6月30日  | 任期屆滿，續任非官守議員 |
| 無                   | 羅仲榮   | 2007年7月1日－2009年1月20日   | 因曾蔭權改組行政會議而離任 |
| 教育學院校長         | 張炳良   | 2007年7月1日－2012年6月30日   | 任期屆滿，改任運輸及房屋局局長。 |
| 無                   | 許仕仁   | 2007年7月1日－2009年1月20日   | 前任政務司司長，因曾蔭權改組行政會議而離任。 |
| 新界鄉議局主席       | 劉皇發   | 2009年1月21日－2012年6月30日  | 任期屆滿 |
| 中文大學校長         | 劉遵義   | 2009年1月21日－2012年6月30日  | 任期屆滿 |
| 理工大學校董會主席   | 楊敏德   | 2009年1月21日－2012年6月30日  | 任期屆滿 |
| 無                   | 葉維義   | 2009年1月21日－2012年6月30日  | 任期屆滿 |

### 第四屆（梁振英）
- 第四屆行政會議任期：2012年7月1日－2017年6月30日
- 官守議員：15名（2012年）→ 16名（2015年）
- 非官守成議員：16名（2012年）→ 14名（2013年）→ 15名（2015年3月）→ 14名（2015年11月）→ 14名（2016年3月）→ 16名（2016年11月）→ 15名（2016年12月）

| 公職                                            | 姓名     | 任期                           | 備註                                                                                                  |
| ----------------------------------------------- | -------- | ------------------------------ | --- |
| 主席                                            |          |                                | |
| 行政長官                                        | 梁振英   | 2012年7月1日－2017年6月30日    | 任期屆滿                                                                                              |
| 官守議員                                        |          |                                | |
| 司長                                            |          |                                | |
| 政務司司長                                      | 林鄭月娥 | 2012年7月1日－2017年1月16日    | 為了準備參加下一任行政長官選舉而請辭                                                                  |
| 政務司司長                                      | 張建宗   | 2017年1月16日－2017年6月30日   | 任期屆滿，續任政務司司長                                                                              |
| 財政司司長                                      | 曾俊華   | 2012年7月1日－2017年1月16日    | 為了準備參加下一任行政長官選舉而請辭                                                                  |
| 財政司司長                                      | 陳茂波   | 2017年1月16日－2017年6月30日   | 任期屆滿，續任財政司司長                                                                              |
| 律政司司長                                      | 袁國強   | 2012年7月1日－2017年6月30日    | 任期屆滿，續任律政司司長                                                                              |
| 局長                                            |          |                                | |
| 公務員事務局局長                                | 鄧國威   | 2012年7月1日－2015年7月21日    | 因家庭理由而離任                                                                                      |
| 公務員事務局局長                                | 張雲正   | 2015年7月21日 －2017年6月30日  | 任期屆滿                                                                                              |
| 政制及內地事務局局長                            | 譚志源   | 2012年7月1日－2017年6月30日    | 任期屆滿                                                                                              |
| 教育局局長                                      | 吳克儉   | 2012年7月1日－2017年6月30日    | 任期屆滿                                                                                              |
| 環境局局長                                      | 黃錦星   | 2012年7月1日－2017年6月30日    | 任期屆滿，續任環境局局長                                                                              |
| 食物及衛生局局長                                | 高永文   | 2012年7月1日－2017年6月30日    | 任期屆滿                                                                                              |
| 民政事務局局長                                  | 曾德成   | 2012年7月1日－2015年7月21日    | 退休                                                                                                  |
| 民政事務局局長                                  | 劉江華   | 2015年7月21日－2017年6月30日   | 任期屆滿，續任民政事務局局長                                                                          |
| 勞工及福利局局長                                | 張建宗   | 2012年7月1日－2017年1月16日    | 轉任政務司司長                                                                                        |
| 勞工及福利局局長                                | 蕭偉強   | 2017年2月13日－2017年6月30日   | 任期屆滿                                                                                              |
| 保安局局長                                      | 黎棟國   | 2012年7月1日－2017年6月30日    | 任期屆滿                                                                                              |
| 運輸及房屋局局長                                | 張炳良   | 2012年7月1日－2017年6月30日    | 任期屆滿                                                                                              |
| 商務及經濟發展局局長                            | 蘇錦樑   | 2012年7月1日－2017年6月30日    | 任期屆滿                                                                                              |
| 發展局局長                                      | 麥齊光   | 2012年7月1日－2012年7月30日    | 因申領政府房屋津貼時涉嫌違反《防止賄賂條例》被廉政公署拘捕，於上任後第12天請辭，2012年7月30日正式離任 |
| 發展局局長                                      | 陳茂波   | 2012年7月30日－2017年1月16日   | 轉任財政司司長                                                                                        |
| 發展局局長                                      | 馬紹祥   | 2017年2月13日－2017年6月30日   | 任期屆滿                                                                                              |
| 財務事務及庫務局局長                            | 陳家強   | 2012年7月1日－2017年6月30日    | 任期屆滿                                                                                              |
| 創新及科技局局長                                | 楊偉雄   | 2015年11月20日－2017年6月30日  | 任期屆滿，續任創新及科技局局長                                                                        |
| 非官守議員                                      |          |                                | |
| 召集人                                          | 林煥光   | 2012年7月1日－2017年6月30日    | 任期屆滿                                                                                              |
| 工聯會榮譽會長 港區全國人大代表                 | 鄭耀棠   | 2012年7月1日－2017年6月30日    | 任期屆滿                                                                                              |
| 港區全國人大代表 金融發展局主席                 | 史美倫   | 2012年7月1日－ 2017年6月30日   | 任期屆滿，續任非官守議員                                                                              |
| 積金局主席 競爭事務委員會主席                   | 胡紅玉   | 2012年7月1日－2017年6月30日    | 任期屆滿                                                                                              |
| 可持續發展委員會主席 香港大學校委會主席         | 李國章   | 2012年7月1日－2017年6月30日    | 任期屆滿，續任非官守議員                                                                              |
| 香港科技大學校董會主席                          | 廖長城   | 2012年7月1日－2017年6月30日    | 任期屆滿                                                                                              |
| 香港交易所主席                                  | 周松崗   | 2012年7月1日－2017年6月30日    | 任期屆滿，續任非官守議員                                                                              |
| 新界鄉議局副主席 新界社團聯會榮譽會長           | 張學明   | 2012年7月1日－2017年6月30日    | 任期屆滿                                                                                              |
| 香港科技園主席 港區全國人大代表                 | 羅范椒芬 | 2012年7月1日－2017年6月30日    | 任期屆滿，續任非官守議員                                                                              |
| 市區重建局主席                                  | 張震遠   | 2012年7月1日－2013年5月24日    | 因涉及香港商品交易所醜聞，於2013年5月21日開始暫停職務，同年5月24日請辭                                |
| 一國兩制研究中心總裁                            | 張志剛   | 2012年7月1日－2017年6月30日    | 任期屆滿                                                                                              |
| 無                                              | 林奮強   | 2012年7月1日－2013年8月1日     | 因出售物業醜聞，2012年11月3日開始休假，翌年8月1日請辭                                                 |
| 活化歷史建築諮詢委員會主席 港區全國人大代表     | 陳智思   | 2012年7月1日－2017年6月30日    | 任期屆滿，轉任非官守議員召集人                                                                        |
| 民建聯主席 立法會議員                           | 李慧琼   | 2012年7月1日－2016年3月17日    | 因專注民建聯黨務及區議會和立法會職務，向行政長官請辭                                                  |
| 新民黨主席 立法會議員                           | 葉劉淑儀 | 2012年10月17日－2016年12月15日 | 為了準備參加下一任行政長官選舉而請辭                                                                  |
| 經民聯副主席及立法會議員                        | 林健鋒   | 2012年10月17日－2017年6月30日  | 任期屆滿，續任非官守議員                                                                              |
| 行政長官創新及科技顧問 創新及科技諮詢委員會主席 | 楊偉雄   | 2015年3月2日－2015年11月20日   | 轉任創新及科技局局長                                                                                  |
| 民建聯成員 港區全國人大代表                     | 葉國謙   | 2016年3月17日－2017年6月30日   | 任期屆滿，續任非官守議員                                                                              |
| 自由黨主席 立法會議員                           | 張宇人   | 2016年11月25日－2017年6月30日  | 任期屆滿，續任非官守議員                                                                              |
| 立法會議員 港區全國人大代表                     | 廖長江   | 2016年11月25日－2017年6月30日  | 任期屆滿，續任非官守議員                                                                              |

### 第五屆（林鄭月娥）
- 第五屆行政會議任期：2017年7月1日－2022年6月30日
- 官守議員：16名（2017年）→ 15名（2022年2月）→ 14名（2022年4月）
- 非官守議員：16名（2017年）

| 公職                                               | 姓名     | 任期                         | 備註                                 |
| -------------------------------------------------- | -------- | ---------------------------- | ------------------------------------ |
| 主席                                               |          |                              |                                      |
| 行政長官                                           | 林鄭月娥 | 2017年7月1日－2022年6月30日  | 任期屆滿                             |
| 官守議員                                           |          |                              |                                      |
| 司長                                               |          |                              |                                      |
| 政務司司長                                         | 張建宗   | 2017年7月1日－2021年6月25日  | 林鄭月娥重組班子而離任               |
| 政務司司長                                         | 李家超   | 2021年6月25日－2022年4月7日  | 為了準備參加下一任行政長官選舉而請辭 |
| 財政司司長                                         | 陳茂波   | 2017年7月1日－2022年6月30日  | 任期屆滿，續任財政司司長             |
| 律政司司長                                         | 袁國強   | 2017年7月1日－ 2018年1月5日  | 因個人理由辭去律政司司長職務         |
| 律政司司長                                         | 鄭若驊   | 2018年1月6日－2022年6月30日  | 任期屆滿                             |
| 局長                                               |          |                              |                                      |
| 公務員事務局局長                                   | 羅智光   | 2017年7月1日－2020年4月22日  | 林鄭月娥重組班子而離任               |
| 公務員事務局局長                                   | 聶德權   | 2020年4月22日－2022年6月30日 | 任期屆滿                             |
| 政制及內地事務局局長                               | 聶德權   | 2017年7月1日－2020年4月22日  | 轉任公務員事務局局長                 |
| 政制及內地事務局局長                               | 曾國衛   | 2020年4月22日－2022年6月30日 | 任期屆滿，續任政制及內地事務局局長   |
| 教育局局長                                         | 楊潤雄   | 2017年7月1日－2022年6月30日  | 任期屆滿，轉任文化體育及旅遊局局長   |
| 環境局局長                                         | 黃錦星   | 2017年7月1日－2022年6月30日  | 任期屆滿                             |
| 食物及衛生局局長                                   | 陳肇始   | 2017年7月1日－2022年6月30日  | 任期屆滿                             |
| 民政事務局局長                                     | 劉江華   | 2017年7月1日 －2020年4月22日 | 林鄭月娥重組班子而離任               |
| 民政事務局局長                                     | 徐英偉   | 2020年4月22日－2022年2月24日 | 因洪為民生日派對事件而請辭           |
| 勞工及福利局局長                                   | 羅致光   | 2017年7月1日－2022年6月30日  | 任期屆滿                             |
| 保安局局長                                         | 李家超   | 2017年7月1日－2021年6月25日  | 轉任政務司司長                       |
| 保安局局長                                         | 鄧炳強   | 2021年6月25日－2022年6月30日 | 任期屆滿，續任保安局局長             |
| 運輸及房屋局局長                                   | 陳帆     | 2017年7月1日－2022年6月30日  | 任期屆滿                             |
| 商務及經濟發展局局長                               | 邱騰華   | 2017年7月1日－2022年6月30日  | 任期屆滿                             |
| 發展局局長                                         | 黃偉綸   | 2017年7月1日－2022年6月30日  | 任期屆滿，轉任財政司副司長           |
| 財務事務及庫務局局長                               | 劉怡翔   | 2017年7月1日－ 2020年4月22日 | 林鄭月娥重組班子而離任               |
| 財務事務及庫務局局長                               | 許正宇   | 2020年4月22日－2022年6月30日 | 任期屆滿，續任財經事務及庫務局局長   |
| 創新及科技局局長                                   | 楊偉雄   | 2017年7月1日－ 2020年4月22日 | 林鄭月娥重組班子而離任               |
| 創新及科技局局長                                   | 薛永恒   | 2020年4月22日－2022年6月30日 | 任期屆滿                             |
| 非官守議員                                         |          |                              |                                      |
| 召集人及港區全國人大代表                           | 陳智思   | 2017年7月1日－2022年6月30日  | 任期屆滿                             |
| 金融發展局、香港交易所主席、港區全國人大代表       | 史美倫   | 2017年7月1日－2022年6月30日  | 任期屆滿                             |
| 香港大學校委會主席及可持續發展委員會主席           | 李國章   | 2017年7月1日－2022年6月30日  | 任期屆滿，續任非官守議員             |
| 前香港交易所主席                                   | 周松崗   | 2017年7月1日－2022年6月30日  | 任期屆滿                             |
| 香港科技園主席及港區全國人大代表                   | 羅范椒芬 | 2017年7月1日－2022年6月30日  | 任期屆滿                             |
| 經民聯副主席及立法會議員（商界（第一））           | 林健鋒   | 2017年7月1日－2022年6月30日  | 任期屆滿，續任非官守議員             |
| 民建聯成員及港區全國人大代表                       | 葉國謙   | 2017年7月1日－2022年6月30日  | 任期屆滿                             |
| 自由黨主席及立法會議員（飲食界）                   | 張宇人   | 2017年7月1日－2022年6月30日  | 任期屆滿，續任非官守議員             |
| 立法會議員（商界（第二））及港區全國人大代表       | 廖長江   | 2017年7月1日－2022年6月30日  | 任期屆滿，續任非官守議員             |
| 前香港金融管理局總裁                               | 任志剛   | 2017年7月1日－2022年6月30日  | 任期屆滿，續任非官守議員             |
| 新民黨主席及立法會議員（香港島西）                 | 葉劉淑儀 | 2017年7月1日－2022年6月30日  | 任期屆滿，轉任非官守議員召集人       |
| 工聯會副會長、前立法會議員（九龍東）               | 黃國健   | 2017年7月1日－ 2022年6月30日 | 任期屆滿                             |
| 安老事務委員會主席                                 | 林正財   | 2017年7月1日－2022年6月30日  | 任期屆滿，續任非官守議員             |
| 經民聯副主席、立法會議員（鄉議局）及新界鄉議局主席 | 劉業強   | 2017年7月1日－2022年6月30日  | 任期屆滿，續任非官守議員             |
| 民建聯副主席及立法會議員（選舉委員會）             | 張國鈞   | 2017年7月1日－2022年6月30日  | 任期屆滿，轉任律政司副司長           |
| 民主思路召集人                                     | 湯家驊   | 2017年7月1日－2022年6月30日  | 任期屆滿，續任非官守議員             |

### 第六屆（李家超）
- 第六屆行政會議任期：2022年7月1日－2027年6月30日
- 官守議員：21名（2022年)
- 非官守議員：16名（2022年）

| 公職                                                                 | 姓名     | 任期                        | 備註                   |
| -------------------------------------------------------------------- | -------- | --------------------------- | ---------------------- |
| 主席                                                                 |          |                             |                        |
| 行政長官                                                             | 李家超   | 2022年7月1日－              | 現任主席               |
| 官守議員                                                             |          |                             |                        |
| 司長及副司長                                                         |          |                             |                        |
| 政務司司長                                                           | 陳國基   | 2022年7月1日－              | 現任官守議員           |
| 財政司司長                                                           | 陳茂波   | 2022年7月1日－              | 現任官守議員           |
| 律政司司長                                                           | 林定國   | 2022年7月1日－              | 現任官守議員           |
| 政務司副司長                                                         | 卓永興   | 2022年7月1日－              | 現任官守議員           |
| 財政司副司長                                                         | 黃偉綸   | 2022年7月1日－              | 現任官守議員           |
| 律政司副司長                                                         | 張國鈞   | 2022年7月1日－              | 現任官守議員           |
| 局長                                                                 |          |                             |                        |
| 公務員事務局局長                                                     | 楊何蓓茵 | 2022年7月1日－              | 現任官守議員           |
| 政制及內地事務局局長                                                 | 曾國衞   | 2022年7月1日－              | 現任官守議員           |
| 文化體育及旅遊局局長                                                 | 楊潤雄   | 2022年7月1日－2024年12月5日 | 李家超重組班子而離任   |
| 文化體育及旅遊局局長                                                 | 羅淑佩   | 2024年12月5日－             | 現任官守議員           |
| 教育局局長                                                           | 蔡若蓮   | 2022年7月1日－              | 現任官守議員           |
| 環境及生態局局長                                                     | 謝展寰   | 2022年7月1日－              | 現任官守議員           |
| 醫務衛生局局長                                                       | 盧寵茂   | 2022年7月1日－              | 現任官守議員           |
| 民政及青年事務局局長                                                 | 麥美娟   | 2022年7月1日－              | 現任官守議員           |
| 勞工及福利局局長                                                     | 孫玉菡   | 2022年7月1日－              | 現任官守議員           |
| 保安局局長                                                           | 鄧炳強   | 2022年7月1日－              | 現任官守議員           |
| 商務及經濟發展局局長                                                 | 丘應樺   | 2022年7月1日－              | 現任官守議員           |
| 運輸及物流局局長                                                     | 林世雄   | 2022年7月1日－2024年12月5日 | 李家超重組班子而離任   |
| 運輸及物流局局長                                                     | 陳美寶   | 2024年12月5日－             | 現任官守議員           |
| 發展局局長                                                           | 甯漢豪   | 2022年7月1日－              | 現任官守議員           |
| 財經事務及庫務局局長                                                 | 許正宇   | 2022年7月1日－              | 現任官守議員           |
| 創新科技及工業局局長                                                 | 孫東     | 2022年7月1日－              | 現任官守議員           |
| 房屋局局長                                                           | 何永賢   | 2022年7月1日－              | 現任官守議員           |
| 非官守議員                                                           |          |                             |                        |
| 召集人、新民黨主席及立法會議員（香港島西）                           | 葉劉淑儀 | 2022年7月1日－              | 現任非官守議員兼召集人 |
| 港區全國政協委員                                                     | 高永文   | 2022年7月1日－              | 現任非官守議員         |
| 香港基本法委員會委員                                                 | 李國章   | 2022年7月1日－              | 現任非官守議員         |
| 經民聯副主席、立法會議員（商界（第一））及港區全國政協委員           | 林健鋒   | 2022年7月1日－              | 現任非官守議員         |
| 自由黨黨魁及立法會議員（飲食界）                                     | 張宇人   | 2022年7月1日－              | 現任非官守議員         |
| 立法會議員（商界（第二））及港區全國人大代表                         | 廖長江   | 2022年7月1日－              | 現任非官守議員         |
| 前香港金融管理局總裁                                                 | 任志剛   | 2022年7月1日－              | 現任非官守議員         |
| 安老事務委員會主席及可持續發展委員會主席                             | 林正財   | 2022年7月1日－              | 現任非官守議員         |
| 經民聯副主席、立法會議員（鄉議局）、新界鄉議局主席及港區全國政協委員 | 劉業強   | 2022年7月1日－              | 現任非官守議員         |
| 前保險業監管局主席                                                   | 鄭慕智   | 2022年7月1日－              | 現任非官守議員         |
| 港區全國政協委員                                                     | 梁高美懿 | 2022年7月1日－              | 現任非官守議員         |
| 立法會議員（保險界）                                                 | 陳健波   | 2022年7月1日－              | 現任非官守議員         |
| 港區全國政協委員                                                     | 陳清霞   | 2022年7月1日－              | 現任非官守議員         |
| 工聯會會長、立法會議員（香港島東）及港區全國人大代表                 | 吳秋北   | 2022年7月1日－              | 現任非官守議員         |
| 民建聯主席及立法會議員（新界東北）                                   | 陳克勤   | 2022年7月1日－              | 現任非官守議員         |
| 民主思路召集人                                                       | 湯家驊   | 2022年7月1日－              | 現任非官守議員         |

## 統計

### 人數及性別分佈
以下列出自1997年7月1日以來，現任或前任不同類別席位的總人數及性別分佈。由於一人可能同時或不同時擁有超過一種身份，故此不同身份的統計數字並不能相加。
| 席位                                   | 現任或前任該類席位的總人數 | 現任或前任該類席位的總人數 | 現任或前任該類席位的總人數 |
| 席位                                   | 男性                       | 女性                       | 總人數                     |
| -------------------------------------- | -------------------------- | -------------------------- | -------------------------- |
| 主席                                   | 3                          | 1                          | 4                          |
| 官守議員（不包括主席，下同）           | 22                         | 9                          | 31                         |
| 非官守議員召集人                       | 4                          | 1                          | 5                          |
| 非官守議員（包括召集人）               | 37                         | 7                          | 44                         |
| 非官守議員當中的臨時立法會或立法會議員 | 12                         | 3                          | 15                         |
| 不包括主席在內的所有成員               | 63                         | 16                         | 79                         |
| 包括主席在內的所有成員                 | 64                         | 16                         | 80                         |

### 紀錄

#### 任期最長紀錄
在所有現任及前任成員當中，連續任期，總任期最長的是史美倫，由2004年10月19日至2022年6月30日，連續超過17年。
在所有現任及前任官守議員當中，連續任期最長及總任期最長的是張建宗，任期由2007年7月1日至2021年6月25日，整整14年。

#### 任期最短紀錄
在所有現任及前任成員當中，連續任期最短及總任期最短的是麥齊光，於2012年7月1日上任，7月12日辭職，7月29日正式被免任，任期只有29天。
在所有現任及前任非官守成員當中，連續任期最短及總任期最短的都是張震遠，任期由2012年7月1日至2013年5月24日，共328天。但不包括自2012年11月2日因涉嫌偷步賣樓已休假的林奮強，林最後於2013年8月1日辭職。

#### 年齡紀錄
在所有現任及前任成員當中，最年輕的是李慧琼，於2012年以38歲之齡獲委任為非官守議員。
在所有現任及前任官守議員當中，最年輕的是黃仁龍，於2005年以42歲之齡獲委任為律政司司長及行政會議官守議員。
在所有現任及前任成員當中，最長壽的是1917年出生的鍾士元，於1999年離任時為81歲，現時已經逝世，終年101歲。
在所有現任及前任官守議員當中，最長壽的是1939年出生的梁愛詩，於2005年離任時為66歲，現時仍然在世。

### 身份轉換
在行政會議史上，共有14人曾經在主席、官守成員、非官守成員三種身份之間轉換，當中由非官守成員轉任官守成員的有6人，由官守成員轉任非官守成員的有4人，由官守成員轉任主席的有3人，由非官守成員轉任主席的有1人，按轉換日期先後表列如下：
| 成員     | 原有席位及終結日期         | 新任席位及開始日期         | 轉換席位原因                                                                           |
| -------- | -------------------------- | -------------------------- | -------------------------------------------------------------------------------------- |
| 梁錦松   | 非官守議員，2001年4月30日  | 官守議員，2001年5月1日     | 因陳方安生辭職，財政司司長曾蔭權轉任政務司司長，梁錦松獲委任為財政司司長，轉任官守議員 |
| 唐英年   | 非官守議員，2002年6月30日  | 官守議員，2002年7月1日     | 任期屆滿，獲委任為工商及科技局局長，轉任官守議員                                       |
| 曾蔭權   | 官守議員，2005年5月31日    | 主席，2005年6月21日        | 為參選行政長官補選，在任期間自行辭退政務司司長，當選行政長官後任行政會議主席           |
| 許仕仁   | 官守議員，2007年6月30日    | 非官守議員，2007年7月1日   | 任期屆滿，沒有再被委任為主要官員，但被委任為非官守議員                                 |
| 梁振英   | 非官守議員，2011年10月3日  | 主席，2012年7月1日         | 為參選行政長官選舉，在任期間自行辭退非官守議員，當選行政長官後任行政會議主席           |
| 李國章   | 官守議員，2007年6月30日    | 非官守議員，2012年7月1日   | 任期屆滿，沒有再被委任為主要官員。於2012年再被委任為非官守議員                         |
| 張炳良   | 非官守議員，2012年6月30日  | 官守議員，2012年7月1日     | 任期屆滿，獲委任為運輸及房屋局局長，轉任官守議員                                       |
| 葉劉淑儀 | 官守議員，2003年7月24日    | 非官守議員，2012年10月17日 | 在任期間以私人理由自行辭退保安局局長。於2012年再被委任為非官守議員                     |
| 劉江華   | 非官守議員，2012年6月30日  | 官守議員，2015年7月21日    | 任期屆滿，沒有再被委任為非官守成員。於2015年獲委任為民政事務局局長                     |
| 楊偉雄   | 非官守議員，2015年11月20日 | 官守議員，2015年11月20日   | 獲委任為創新及科技局局長，轉任官守議員                                                 |
| 林鄭月娥 | 官守議員，2017年1月16日    | 主席，2017年7月1日         | 為參選行政長官選舉，在任期間自行辭退政務司司長，當選行政長官後任行政會議主席           |
| 李家超   | 官守議員，2022年4月6日     | 主席，2022年7月1日         | 為參選行政長官選舉，在任期間自行辭退政務司司長，當選行政長官後任行政會議主席           |
| 張國鈞   | 非官守議員，2022年6月30日  | 官守議員，2022年7月1日     | 任期屆滿，獲委任為律政司副司長，轉任官守議員                                           |
| 高永文   | 官守議員，2017年6月30日    | 非官守議員，2022年7月1日   | 任期屆滿，沒有再被委任為主要官員。於2022年再被委任為非官守議員                         |

### 重返行政會議
在行政會議史上，由於不同原因失去議席後，其後以相同或不同身份重返行政會議共有14人次，按首次離任的時間排序表列如下：
| 成員     | 原有席位及終結日期         | 失去席位原因                                           | 重返席位及開始日期         |
| -------- | -------------------------- | ------------------------------------------------------ | -------------------------- |
| 李業廣   | 非官守議員，2002年6月30日  | 任期屆滿，沒有再被委任為非官守成員                     | 非官守議員，2005年11月1日  |
| 葉劉淑儀 | 官守議員，2003年7月24日    | 在任期間以私人理由自行辭退保安局局長                   | 非官守議員，2012年10月17日 |
| 曾蔭權   | 官守議員，2005年5月31日    | 為參選行政長官補選，在任期間自行辭退政務司司長         | 主席，2005年6月21日        |
| 曾俊華   | 官守議員，2006年1月23日    | 擔任非主要官員官職（行政長官辦公室主任）而離開行政會議 | 官守議員，2007年7月1日     |
| 李國章   | 官守議員，2007年6月30日    | 任期屆滿，沒有再被委任為主要官員                       | 非官守議員，2012年7月1日   |
| 廖長城   | 非官守議員，2009年1月20日  | 行政會議改組                                           | 非官守議員，2012年7月1日   |
| 陳智思   | 非官守議員，2009年1月20日  | 行政會議改組                                           | 非官守議員，2012年7月1日   |
| 梁振英   | 非官守議員，2011年10月3日  | 為參選行政長官選舉，在任期間自行辭退非官守議員         | 主席，2012年7月1日         |
| 劉江華   | 非官守議員，2012年6月30日  | 任期屆滿，沒有再被委任為非官守議員                     | 官守議員，2015年7月21日    |
| 邱騰華   | 官守議員，2012年6月30日    | 擔任非主要官員官職（行政長官辦公室主任）而離開行政會議 | 官守議員，2017年7月1日     |
| 葉劉淑儀 | 非官守議員，2016年12月15日 | 為參選行政長官選舉，在任期間自行辭退非官守議員         | 非官守議員，2017年7月1日   |
| 林鄭月娥 | 官守議員，2017年1月16日    | 為參選行政長官選舉，在任期間自行辭退政務司司長         | 主席，2017年7月1日         |
| 高永文   | 官守議員，2017年6月30日    | 任期屆滿，沒有再被委任為主要官員                       | 非官守議員，2022年7月1日   |
| 李家超   | 官守議員，2022年4月6日     | 為參選行政長官選舉，在任期間自行辭退政務司司長         | 主席，2022年7月1日         |

其中任期中斷時間最短為曾蔭權，只相隔20天。而任期中斷時間最長為葉劉淑儀，兩段任期相隔超過9年。